# Monophosphure d'arsenic
Le monophosphure d'arsenic, ou phosphure d'arsenic, est un composé chimique de formule AsP. Il s'agit d'un composé binaire interpnictogène dont la teneur en arsenic peut varier, ce qui module la largeur de la bande interdite. Il présente une structure en monocouches bidimensionnelles constituées d'un mélange équimolaire de phosphore et d'arsenic. On peut l'obtenir en faisant réagir de l'arsenic avec du phosphore dans un bain de plomb dans une ampoule en verre de quartz scellée ; on élimine le plomb à l'aide d'un mélange de peroxyde d'hydrogène H2O2 et d'acide acétique CH3COOH anhydre.
Le monophosphure d'arsenic a des applications en pharmacie, comme conservateur, dans l'industrie chimique, contre certaines leucémies, le psoriasis, l'asthme chronique, voire comme antibiotique.